# 直接起飞
直接起飞（Direct ascent）是美国太空计划登月计划阶段被提出的一种方案。直接起飞提出由一个巨大的新星火箭携带一艘航天器，直接飞往月球；火箭在月球降落，任务完成后再次起飞，飞回地球。其他的美国国家航空航天局考虑的登月方案包括月球轨道集合和地球轨道集合。月球轨道集合最终被使用。
苏联人也曾考虑过若干直接起飞的方案，尽管最终他们也选择了类似于美国对手的办法：2人操作的联盟号航天器以及单人的登月航天器。苏联N1火箭的失败推迟了苏联的登月计划，苏联人在美国的登月时仍然没有太多进展。
类似于《目标：月球》的科幻小说电影都经常虚拟直接起飞被使用在登月任务中。现实生活中，由于将一枚火箭安全降落在月球上的难度实在太大，直接起飞始终没有被采纳过。